# Magna Tower

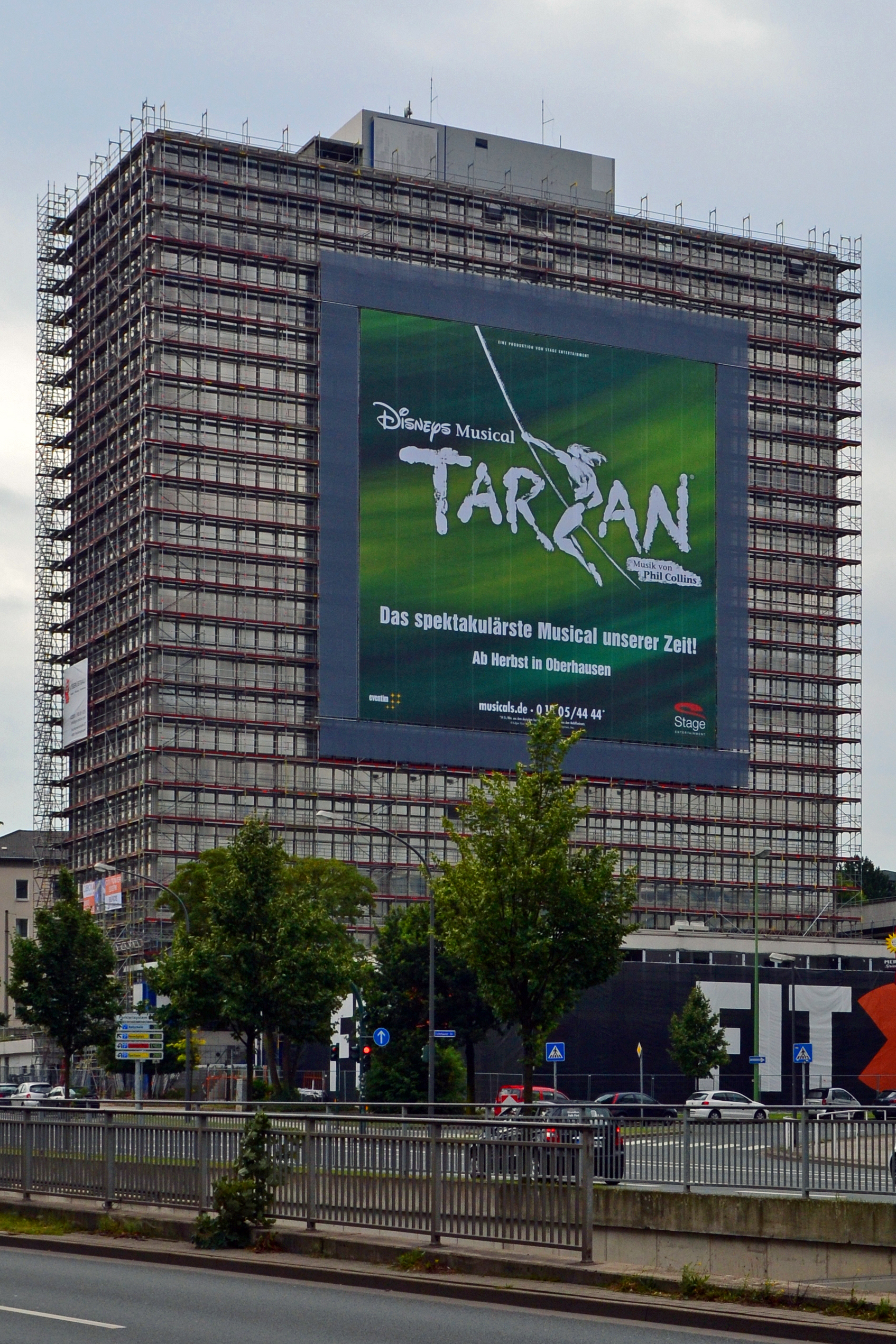
Renovatie in augustus 2016

De Magna Tower (voorheen bekend als het Iduna-Hochhaus, GFKL-Hochhaus en City Tower) ligt in de wijk Westviertel in Essen. Het kantoorcomplex nabij het stadscentrum werd gebouwd in 1963 en gerenoveerd in 2016/17.

## Architectuur
Het gebouw naar een ontwerp van de architect Friedrich Wilhelm Kraemer werd tussen 1961 en 1963 gerealiseerd aan de westzijde van de Limbecker Platz. Het gebouw heeft een hoogte van 57 meter en telt 15 verdiepingen met elk 700 m² gebruiksoppervlakte. Het pand heeft een skelet van staalbeton en een glazen vliesgevel. De zoon van architect Kaspar Kraemer, voormalig voorzitter van de Bundes Deutscher Architekten, omschreef het gebouw als volgt: 
"Es ist eine Ikone der jungen Bundesrepublik, in seiner Schlankheit und Schwerelosigkeit ein Symbol, in Essen einmalig."— Kaspar Kraemer
Het complex bestaat naast de toren uit een parkeergarage met 535 parkeerplaatsen aan de westzijde en een plat gebouw ervoor. Deze bouwconstructie is gebaseerd op het Lever House in New York, dat ook model stond voor de Postbank-hoogbouw in Essen.

## Gebruik
Het gebouw is ooit ontworpen voor verzekeringsmaatschappij Iduna, waar de naam Iduna-Hochhaus van afstamt. Totdat het nieuwe hoofdkantoor van Karstadt in Schuir in 1969 werd voltooid, was een deel ervan gehuisvest in de Iduna-hoogbouw en het andere deel in het voormalige warenhuis aan de Limbecker Platz. In 1999 betrok de financiële dienstverlener GFKL de hoogbouw 1999 en verliet deze in de zomer van 2014 weer. Vanaf de renovatie in 2016 doet het pand weer dienst als kantoor- en bedrijfsgebouw en werd  omgedoopt tot City Tower Essen.
Het gebouw, dat sinds de zomer van 2014 leegstond nadat de financiële dienstverlener GFKL was verhuisd en de eigenaar insolvent werd, werd het complex in oktober 2015 in opdracht van het Amtsgericht in Essen geveild. Het werd verkocht voor € 8,2 miljoen, terwijl de destijds vastgestelde marktwaarde slechts € 2.465 bedroeg. In een rapport werd melding gemaakt van verontreiniging door PCB's en asbest. Bovendien had de bouwregelgeving een gebruiksverbod uitgevaardigd omdat de vluchtroutes niet meer aan de huidige eisen voldeden.
De renovatie van de hoogbouw, die in juni 2016 begon, kostte ongeveer € 30 miljoen. Op 5 mei 2017 vond de officiële inhuldiging plaats van de City Tower in aanwezigheid van burgemeester Thomas Kufen. De financiering kwam van partners uit Bochum en Hamburg. Onder andere werd de oude gevel verwijderd en volledig vervangen door een nieuwe. In maart 2017 werd een 2600 m² grootte fitnessstudio geopend in het platte gedeelte. Sinds de zomer van 2017 is het gebouw volledig eigendom van het in Hamburg gevestigde Magna Immobilien AG en heet de  Magna Tower. In het najaar van 2019 is het gebouw weer volledig verhuurd. 